# خط طول 115° شرق
خط طول 115° شرق هو أحد خطوط الطول الجغرافية، والتي تمتد من القطب الشمالي الجغرافي إلى القطب الجنوبي الجغرافي، وحسب التحويل الزمني يتقدم خط طول 115° شرق عن خط غرينتش بـ7 ساعات و40 دقيقة.

## من القطب إلى القطب
ينطلق خط طول 115° شرق من القطب الشمالي نحو القطب الجنوبي مرورا بالمناطق التي ترد في الجدول التالي:
| الإحداثيات                           | البلد أو الإقليم أو البحر | ملاحظات |
| ------------------------------------ | ------------------------- | --- |
| 90°0′N 115°0′E / 90.000°N 115.000°E  | المحيط المتجمد الشمالي    | |
| 78°56′N 115°0′E / 78.933°N 115.000°E | بحر لابتيف                | |
| 73°38′N 115°0′E / 73.633°N 115.000°E | روسيا                     | ياقوتيا إركوتسك أوبلاست — من 60°14′N 115°0′E / 60.233°N 115.000°E بورياتيا — من 56°58′N 115°0′E / 56.967°N 115.000°E كراي عبر البايكال — من 54°2′N 115°0′E / 54.033°N 115.000°E |
| 50°11′N 115°0′E / 50.183°N 115.000°E | منغوليا                   | |
| 45°24′N 115°0′E / 45.400°N 115.000°E | جمهورية الصين الشعبية     | منغوليا الداخلية خبي – من 41°34′N 115°0′E / 41.567°N 115.000°E خنان – من 36°3′N 115°0′E / 36.050°N 115.000°E شاندونغ – من 35°16′N 115°0′E / 35.267°N 115.000°E Henan – من 34°57′N 115°0′E / 34.950°N 115.000°E آنهوي – لحوالي 18 km من 33°3′N 115°0′E / 33.050°N 115.000°E Henan – من 32°52′N 115°0′E / 32.867°N 115.000°E خوبي – من 31°28′N 115°0′E / 31.467°N 115.000°E جيانغشي – من 29°32′N 115°0′E / 29.533°N 115.000°E غوانغدونغ – من 24°41′N 115°0′E / 24.683°N 115.000°E |
| 22°42′N 115°0′E / 22.700°N 115.000°E | بحر الصين الجنوبي         | مرورا عبر the disputed جزر سبراتلي |
| 5°2′N 115°0′E / 5.033°N 115.000°E    | بروناي                    | On the جزيرة بورنيو |
| 4°53′N 115°0′E / 4.883°N 115.000°E   | ماليزيا                   | سراوق - on the جزيرة بورنيو |
| 2°22′N 115°0′E / 2.367°N 115.000°E   | إندونيسيا                 | On the جزيرة بورنيو |
| 4°1′S 115°0′E / 4.017°S 115.000°E    | بحر جاوة                  | |
| 7°17′S 115°0′E / 7.283°S 115.000°E   | بحر بالي                  | |
| 8°10′S 115°0′E / 8.167°S 115.000°E   | إندونيسيا                 | جزيرة بالي |
| 8°32′S 115°0′E / 8.533°S 115.000°E   | المحيط الهندي             | |
| 21°27′S 115°0′E / 21.450°S 115.000°E | أستراليا                  | أستراليا الغربية – Thevenard Island |
| 21°28′S 115°0′E / 21.467°S 115.000°E | المحيط الهندي             | |
| 21°41′S 115°0′E / 21.683°S 115.000°E | أستراليا                  | أستراليا الغربية |
| 30°14′S 115°0′E / 30.233°S 115.000°E | المحيط الهندي             | |
| 33°40′S 115°0′E / 33.667°S 115.000°E | أستراليا                  | أستراليا الغربية |
| 34°6′S 115°0′E / 34.100°S 115.000°E  | المحيط الهندي             | |
| 60°0′S 115°0′E / 60.000°S 115.000°E  | المحيط الجنوبي            | |
| 66°28′S 115°0′E / 66.467°S 115.000°E | القارة القطبية الجنوبية   | الإقليم الأسترالي في القارة القطبية الجنوبية، المطالب الإقليمية بالقارة القطبية الجنوبية by أستراليا |